# Willis Feasey
Willis Feasey, né le 28 août 1992, est un skieur alpin néo-zélandais.

## Carrière
Passant son enfance à Twizel, il skie depuis l'âge de deux ans et commence la compétition à l'âge de dix ans.
Il entame sa carrière officielle lors de la saison 2007-2008, avant de gagner sa première course FIS en janvier 2010, puis de disputer les Championnats du monde junior en 2011 et 2012, obtenant comme meilleur résultat une 21e place en combiné en 2011 à Crans Montana.
Feasey connaît sa première expérience internationale majeure aux Championnats du monde 2013, à Schladming, où il prend part à quatre courses pour deux résultats : 38e de la descente et 70e du slalom géant. Cette année, lors de l'hiver austral, il remporte sa première manche dans la Coupe australo-néo-zélandaise, un super G à Mt Hutt. Il finit premier du classement général dans cette compétition en 2016. Au niveau national, il remporte deux titres de champion de Nouvelle-Zélande en 2015.
En décembre 2013, il s'élance pour la première fois en Coupe du monde au super G de Beaver Creek. Il participe à cette compétition à partir de la saison 2015-2016, essentiellement en slalom géant, mais n'a ni réussi à se qualifier en deuxième manche ni enregistré de placement en une trentaine de départs.
Il est 37e du super G aux Championnats du monde 2017 à Saint-Moritz, soit son nouveau meilleur résultat dans l'élite.
En 2018, il prend part aux Jeux olympiques de Pyeongchang, se classant 37e du super G et 36e du slalom géant, alors qu'il abandonne en slalom.
Ses meilleurs résultats dans un grand rendez-vous datent des Championnats du monde 2021, à Cortina d'Ampezzo, où il prend la 28e place au super G et la 26e au slalom géant.

## Palmarès

### Jeux olympiques
| Épreuve / Édition | Pyeongchang 2018 |
| Super G           | 37e              |
| Slalom            | Abandon          |
| Slalom géant      | 36e              |

### Championnats du monde
| Épreuve / Édition | Schladming 2013                  | Beaver Creek 2015                | Saint-Moritz 2017                | Åre 2019                         | Cortina d'Ampezzo 2021 |
| Descente          | 38e                              | 40e                              | -                                | -                                |                        |
| Super G           | Abandon                          | Abandon                          | 34e                              | -                                | 28e                    |
| Slalom            | Abandon                          | Abandon                          | Abandon                          | 52e                              | Abandon                |
| Slalom géant      | 70e                              | Abandon                          | Abandon                          | 34e                              | 26e                    |
| Combiné alpin     | -                                | 37e                              | -                                | -                                | Abandon                |
| Parallèle         | Épreuve inexistante à cette date | Épreuve inexistante à cette date | Épreuve inexistante à cette date | Épreuve inexistante à cette date | Qualifications         |